# Żagań
Żagań (in Francese e Tedesco: Sagan) è una città della Polonia occidentale, composta da 26 253 abitanti (censimento del 2010). È il capoluogo del distretto di Żagań.

## Geografia fisica
Situata nel voivodato di Lubusz (dal 1999), e precedentemente nel voivodato di Zielona Góra (1975-1998), ospita il castello di Sagan al centro di un feudo appartenuto a Wallenstein, il soldato-politico della Guerra dei trent'anni.

## Storia
In epoca medievale fu capitale del ducato di Żagań, uno dei ducati della Slesia governato dai Piast slesiani. Il ducato fu costituito nel 1274 ed esisté sotto il governo dei Piast fino al 1304, poi di nuovo dal 1322 al 1394 e dal 1413 al 1472. Fin dal 1329 fu sotto la sovranità della Boemia; fu acquisito dalla casata sassone dei Wettin nel 1472, prima che fosse finalmente conquistato dal re boemo nel 1549. Passò successivamente dalla nobiltà boema a quella francese e nel 1742 fu annesso alla Prussia. Nel 1786 il feudo di Sagan venne comprato da Pietro Biron, duca di Curlandia, e in seguito (1843) passò alla figlia Dorotea, la nipote acquisita e l'amante del grande diplomatico francese Talleyrand. Un documento del Re di Prussia la proclamò Duchessa di Sagan. In Francia esistevano un principe e un duca di Sagan. Il doppio titolo, sia Prussiano che Francese, aveva lo scopo di rendere neutrale il duca di Sagan nella Seconda guerra mondiale: il suo Castello di Valençay servì come luogo per nascondere al sicuro i tesori del Louvre durante l'occupazione tedesca della Francia.
La cessazione ufficiale del feudo e dei titoli avvenne nel 1935. 
Dal 1913 al 1934 il castello Sankt Rochusburg presso Żagań fu dimora della famiglia dell'artista austriaco Wolfgang Paalen.
Durante la seconda Guerra Mondiale nel paese vennero creati lo Stalag Luft III e lo Stalag VIII C.

## Amministrazione

### Gemellaggi
- Duns, Regno Unito
- Netphen, Germania
- Ortrand, Germania
- Teltow, Germania
- Grumo Nevano, Italia